# Арус-Махале (Центральний бахш, шагрестан Рудсар)
Арус-Махале (перс. عروس محله) — село в Ірані, у дегестані Реза-Махале, у Центральному бахші, шагрестані Рудсар остану Ґілян. За даними перепису 2006 року, його населення становило 126 осіб, що проживали у складі 39 сімей.

## Клімат
Середня річна температура становить 15,22 °C, середня максимальна – 29,10 °C, а середня мінімальна – 1,35 °C. Середня річна кількість опадів – 1125 мм.
| Клімат поселення                              | Клімат поселення | Клімат поселення | Клімат поселення | Клімат поселення | Клімат поселення | Клімат поселення | Клімат поселення | Клімат поселення | Клімат поселення | Клімат поселення | Клімат поселення | Клімат поселення | Клімат поселення |
| Показник                                      | Січ.             | Лют.             | Бер.             | Квіт.            | Трав.            | Черв.            | Лип.             | Серп.            | Вер.             | Жовт.            | Лист.            | Груд.            |                  |
| Середній максимум, °C                         | 10,30            | 10,35            | 12,54            | 18,07            | 22,16            | 26,24            | 29,10            | 28,93            | 25,96            | 21,80            | 17,30            | 12,99            |                  |
| Середня температура, °C                       | 5,81             | 5,89             | 8,08             | 13,60            | 17,68            | 21,77            | 24,73            | 24,56            | 21,59            | 17,40            | 12,92            | 8,60             |                  |
| Середній мінімум, °C                          | 1,35             | 1,42             | 3,60             | 9,13             | 13,21            | 17,29            | 20,38            | 20,19            | 17,22            | 13,06            | 8,54             | 4,22             |                  |
| Норма опадів, мм                              | 97               | 84               | 82               | 43               | 44               | 36               | 33               | 58               | 136              | 224              | 162              | 126              |                  |
| Середньомісячна швидкість вітру, м/с          | 2.40             | 2.50             | 2.50             | 2.40             | 2.40             | 2.61             | 2.62             | 2.37             | 2.18             | 2.08             | 2.10             | 2.30             |                  |
| Середньомісячна сонячна радіація, кДж/м²·день | 7165             | 9189             | 11131            | 15297            | 19581            | 21296            | 21781            | 18527            | 15024            | 10787            | 8706             | 6802             |                  |
| --------------------------------------------- | ---------------- | ---------------- | ---------------- | ---------------- | ---------------- | ---------------- | ---------------- | ---------------- | ---------------- | ---------------- | ---------------- | ---------------- | ---------------- |
| Джерело:                                      |                  |                  |                  |                  |                  |                  |                  |                  |                  |                  |                  |                  |                  |